# Idiellana lepida
Idiellana lepida is een hydroïdpoliep uit de familie Sertulariidae. De poliep komt uit het geslacht Idiellana. Idiellana lepida werd in 2000 voor het eerst wetenschappelijk beschreven door Watson. 